# جون ديهلين
جون باركنسون ديهلين (20 أغسطس 1969) هو مضيف بودكاست أمريكي. حصل على درجة الدكتوراه في علم النفس. أسس ديهلين بودكاست قصص المورمون، بالإضافة إلى العديد من البودكاست والمدونات ومواقع الويب الأخرى. كان من المشاركين الأوائل المؤثرين في "مدونة المورمون"، ويدون على موقع Patheos.com. ومؤسس مدونة ابق مورمونيا. يدافع عن حقوق المثليين والمثليات ومزدوجي الميل الجنسي والمتحولين جنسياً والآراء الأخرى خارج الثقافة الدينية السائدة. في يناير 2015، طُرد ديهلين من كنيسة يسوع المسيح لقديسي الأيام الأخيرة.

## العضوية في الكنيسة
من عام 1988 إلى عام 1990، خدم ديهلين كمبشر في غواتيمالا. وبحسب ما ذكره دهلين، فقد بدأت بعثته بتعميد ما يصل إلى 700 شخص شهريًا باستخدام ممارسات كان يعتقد أنها خادعة. وظل ديهلين عضوًا فعالاً في الكنيسة على مدار العشرين عامًا التالية. 
في عام 2014، حُقِّق مع ديهلين من قبل قادة الكنيسة المحلية فيما يتعلق بنشاطه على الإنترنت، مما أدى إلى طلب ديهلين لمزيد من الخصوصية. قبل عام 2014، واجه ديهلين جلسات استماع تأديبية للكنيسة دون أي إجراء تأديبي ناتج عن ذلك. في يناير 2015، بدأ رئيس حصة ديهلين مجلسًا تأديبيًا آخر، والذي قرر أن نشاط ديهلين عبر الإنترنت يشكل ارتدادًا. وطُرد من الكنيسة بسبب "سلوكه المخالف لقوانين الكنيسة ونظامها". استأنف ديهلين أمام الرئاسة الأولى في 10 مارس 2015، مشيرًا إلى أن أفعاله لم تفي بتعريف الكنيسة للردة. وفي شهري يوليو وأغسطس 2015، أخطرت الرئاسة الأولى ديهلين برفض استئنافه.